# Indische antilope
De Indische antilope (Antilope cervicapra) is een evenhoevig zoogdier uit de onderfamilie echte antilopen (Antilopinae) van de holhoornigen (Bovidae). De wetenschappelijke naam van de soort werd als Capra cervicapra in 1758 gepubliceerd door Carl Linnaeus. De soort komt voor op de open vlakten van India en Pakistan.

## Kenmerken
Deze soort is de snelste antilope van het Indische subcontinent. Het mannetje heeft geringde hoorns die ongeveer drie of vier slagen spiraalsgewijs gedraaid zijn. Het gezicht, de nek en de flanken van het mannetje zijn donkerbruin tot zwart; het vrouwtje is eerder lichtbruin. De buik is altijd wit, ook delen van de dijen en de snuit, en een brede ring rond de ogen zijn wit. De lichaamslengte bedraagt 120 cm, de schofthoogte 75 cm, de staartlengte 18 cm en het gewicht 32 tot 43 kg.

## Leefwijze
Zijn voedsel bestaat voornamelijk uit gras en graan. In het wild kan hij zo'n 18 jaar oud worden.

## Verspreiding
Deze soort komt voor in Zuid-Azië, met name in sommige delen van India en in het westelijke deel van Pakistan op open vlakten. Ze kunnen daar grote schade aanrichten aan landbouwgewassen. De soort is bedreigd geweest doordat er veel op het dier gejaagd is.